# شجرة مكتب البريد

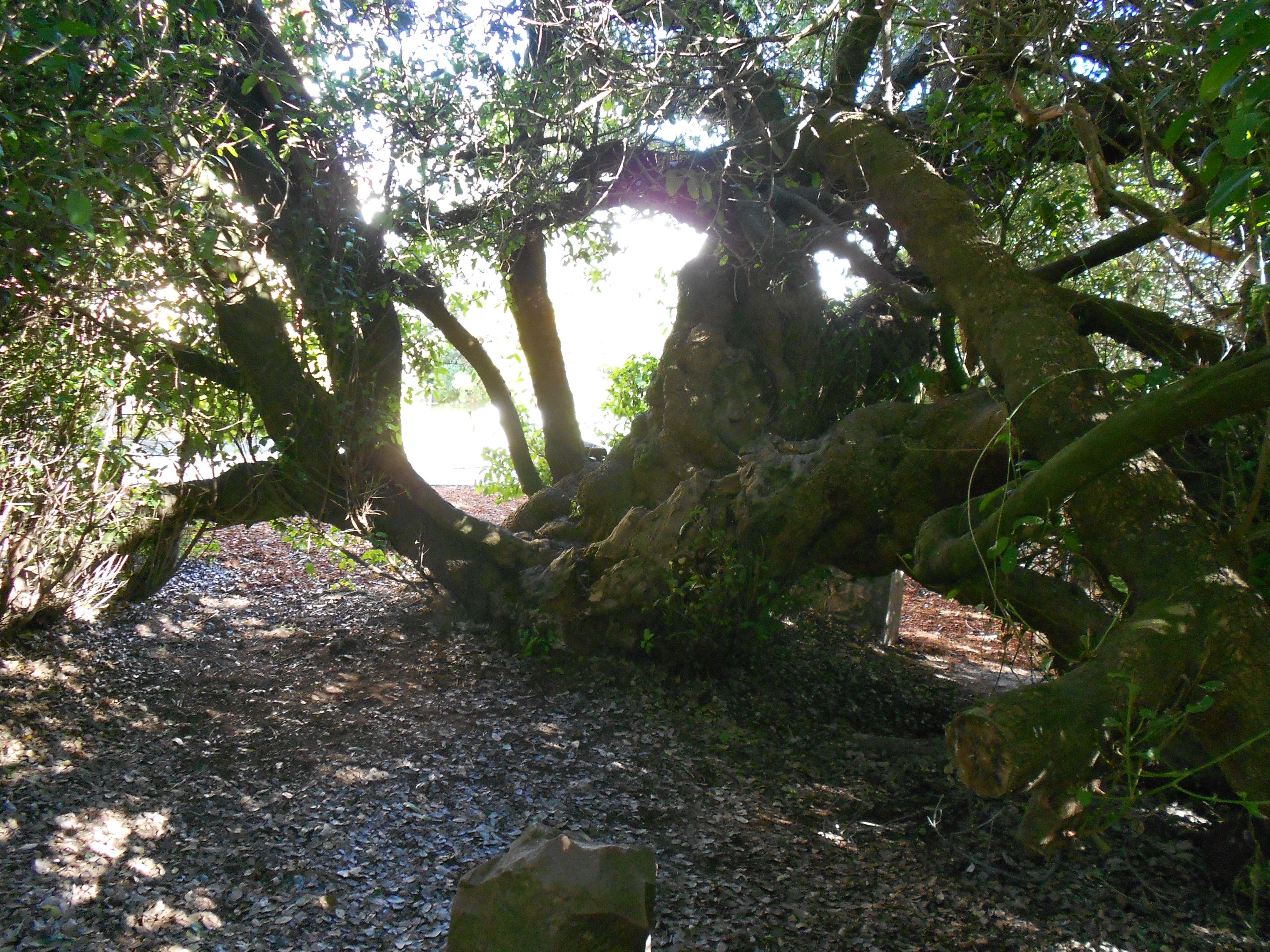
شجرة مكتب البريد

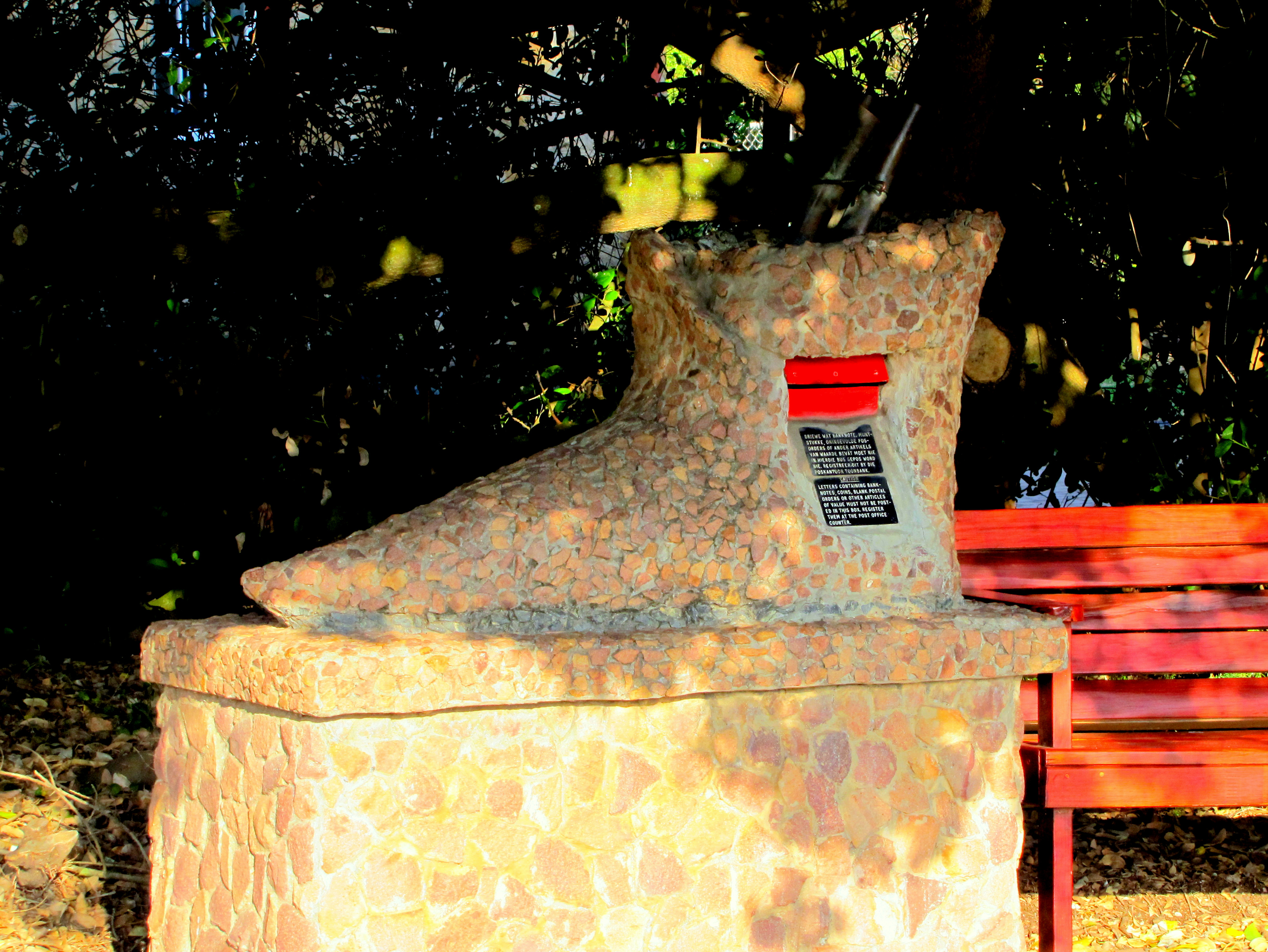
نصب شجرة مكتب البريد

شجرة مكتب البريد باللغة الإنجليزية post office treeهي شجرة من نوع (Sideroxylon inerme) في خاليج Mosselbay ، بجنوب أفريقيا على بعد 330 كم شرق رأس الرجاء الصالح الذي استخدمه المستكشفون البرتغاليون الأوائل كمكتب بريد. يقع داخل مجمع متحف بارتولوميو دياز في شارع ماركت

## التاريخ
في عام 1501 ، وجد الملاح البرتغالي Pêro de Ataíde ملجأ في خليج موسيل بعد أن فقد جزءًا كبيرًا من أسطوله في عاصفة في رأس الرجاء الصالح كما يعرف براس العواصف عند الملاحين. ترك رواية عن الكارثة في مخبأ في حذاء قديم علقه في شجرة بالقرب من المصدر الذي استخرج منه المستكشف بارتولوميو دياس الماء. تم العثور على التقرير من قبل المستكشف الذي تم إرساله إليه ، جواو دا نوفا ، وكانت الشجرة بمثابة مكتب بريد بحكم الواقع لعقود بعد ذلك. أقام جواو دا نوفا ملاذًا صغيرًا بالقرب من شجرة البريد ، وعلى الرغم من عدم وجود أي أثر لها ، إلا أنها تعتبر أول مكان للعبادة المسيحية في جنوب إفريقيا.
وقد نصب صندوق بريد على شكل حذاء تحت الشجرة ، وختمت الرسائل المنشورة هناك بختم تذكاري.